# Tromatobia zunigai
Tromatobia zunigai är en stekelart som beskrevs av Ian D. Gauld 1991. Tromatobia zunigai ingår i släktet Tromatobia och familjen brokparasitsteklar. Inga underarter finns listade i Catalogue of Life.